# スージャー
スージャー（Suja, 生年不詳 - 1515年10月2日）は、北インドのラージャスターン地方、マールワール王国の君主（在位：1492年 - 1515年）。

## 生涯
マールワール王国の君主ジョーダーの息子として、ジョードプルで誕生した。
1492年3月、兄サータルが死亡したことにより、王位を継承した。
1515年10月2日、スージャーはジョードプルで死亡し、孫のガーンガーが王位を継承した。